# Andrzej Malina
Andrzej Janusz Malina (ur. 11 października 1960 w Klarysewie) – polski zapaśnik stylu klasycznego, trener i nauczyciel.

## Życiorys
Ukończył w 1979 Liceum Zawodowe w Piasecznie, a w 1999 studia wyższe (z tytułem zawodowym magistra sportu) w Instytucie Wychowania Fizycznego w Gorzowie Wielkopolskim. W drugiej połowie lat 90. kształcił się również w Międzynarodowej Szkole Zapaśniczej FILA.
Jako zawodnik trenował w Elektroniku Piaseczno (1972–1979) i następnie do 1989 w Legii Warszawa. W 1988 brał udział w Letnich Igrzyskach Olimpijskich w Seulu w wadze półciężkiej (90 kg), wygrał jedną z trzech walk, odpadając z turnieju. Czterokrotnie wywalczył mistrzostwo kraju, początkowo w wadze średniej (1980 i 1982), następnie w wadze półciężkiej (1983 i 1985). Zdobył tytuł mistrza świata w wadze 90 kg (Budapeszt 1986), a także dwa medale mistrzostw Europy w wadze 82 kg (srebrny w 1982 i brązowy w 1983). W późniejszych latach zajął się działalnością trenerską i pracą w zawodzie nauczyciela. Był asystentem Ryszarda Świerada podczas IO w Atlancie w 1996, w trakcie których zawodnicy polskiej kadry wywalczyli pięć medali (w tym trzy złote).
Zajął się również działalnością polityczną, wstąpił do Platformy Obywatelskiej, kandydował z jej listy w 2011 do Sejmu.

## Odznaczenia i wyróżnienia
W 1986 wygrał Plebiscyt „Przeglądu Sportowego” na najlepszego sportowca Polski (jako pierwszy z zapaśników). Odznaczony m.in. Srebrnym i Złotym (1996) Krzyżem Zasługi.